# Joe F. Edwards
Joe Frank Edwards Jr. (* 3. Februar 1958 in Richmond, Virginia) ist ein ehemaliger US-amerikanischer Astronaut.

## Tätigkeit als Pilot
Joe Edwards erhielt 1980 einen Bachelor in Luft- und Raumfahrttechnik von der United States Naval Academy und 1994 einen Master in Luftfahrttechnik von der University of Tennessee. Bei der United States Navy wurde er 1982 Marineflieger. 1983 absolvierte er mehrere Begleit- und Aufklärungsflüge über dem Libanon. 1984 schloss er seine Ausbildung auf der U.S. Navy Fighter Weapons School ab, 1986 auf der U.S. Naval Test Pilot School.
1991 verlor sein Flugzeug über dem Persischen Golf in knapp 10.000 m Höhe die Radaranlage. Diese durchschlug das Cockpit seiner F-14 Tomcat. Schwer verletzt schaffte er jedoch mit seiner schwer beschädigten Maschine noch die Landung auf dem Flugzeugträger Dwight D. Eisenhower.

## Astronautentätigkeit
Im Dezember 1994 wurde Edwards von der NASA als Astronautenanwärter ausgewählt.

### STS-89
Am 23. Januar 1998 startete Edwards als Pilot der Raumfähre Endeavour zur Raumstation Mir. Eine Aufgabe der Mission war es, den an Bord der Mir befindlichen US-Astronauten David Wolf gegen Andy Thomas auszutauschen. Außerdem wurden wissenschaftliches Gerät und Versorgungsgüter zur Mir gebracht.

## Nach der NASA
Im Juni 2002 wurde Edwards zum Chairman und CEO des National Science Center in Augusta ernannt.

## Privates
Joe Edwards ist verheiratet und hat ein Kind.